# Anna Edwards (Schauspielerin, 1976)
Anna Edwards (* 1976 in Stroud, Gloucestershire) ist eine britische Schauspielerin und Model.

## Leben und Karriere
Anna Edwards wuchs im Londoner Stadtbezirk Harrow auf und studierte dort am Stanmore College, wo sie eine Auszeichnung im Bereich der darstellenden Künste erlangte. Am Roehampton Institute erlangte sie ein Diplom in Schauspiel und Tanz.
2002 wurde Edwards einem breiteren Publikum durch die Sprach- und Motion-Capture-Rolle der Yasmin im – von Sony speziell für die PlayStation 2 kreierten – Third-Person-Shooter The Getaway bekannt. Sie bekleidete die einzige weibliche Hauptrolle und unterzog sich speziell dafür einem Waffen- und Stunttraining. Die Presse betitelte sie deswegen auch als die „nächste Lara Croft“. Außerdem hatte sie unter anderem eine kleine Nebenrolle im 20. James-Bond-Teil Stirb an einem anderen Tag (2002).
Edwards zierte Titelseiten und Kataloge verschiedener Magazine, wie beispielsweise Maxim oder FHM. Angebote von Playboy und Penthouse – sie nackt ablichten zu dürfen – lehnte sie strikt ab. Sie ist eines der erfolgreichsten Fotomodelle im britischen Glamour-Bereich.
Edwards ist Mutter von drei Söhnen.

## Filmografie (Auswahl)
- 1999: Kartoos
- 1999: Peak Practice (Fernsehserie, eine Episode)
- 2000: Hera Pheri
- 2002: James Bond 007 – Stirb an einem anderen Tag (Die Another Day)